# Gniew
Gniew (udtale: Gnef [ɡɲɛf]; kashubisk: Gméw, eller Gniéw; tidligere tysk: Mewe)   er en by  ved floden Wisła i den  sydøstlige del af voivodskabet Pommern i det nordlige Polen. Den har   6.285(2021)  indbyggere og et areal på 6,75 km², og en del af  powiatet (amt) Tczew.
Den er en af de ældste byer i Østpommern, og er kendt for det middelalderlige Gniew Slot, der er opført i  teglstensgotik, og  er blevet et af regionens mest genkendelige monumenter.

## Historie
De første registrerede omtaler af Gniew forekommer i skriftlige dokumenter fra første halvdel af det 13. århundrede, som refererer til regionen som Terra Gymeu (Gmewan, Gimen, Gymen) i 1229, terra Mewe i 1250, og terra Gemewe i 1283,  terra Mewa.  Navnet Gniew er af hjemmehørende, polsk oprindelse. Navnet Wansca (Wońsk) blev også brugt. Det tyske navn Mewe er en germaniseret form af det polske navn Gmewe.
I begyndelsen af det 10. århundrede tilhørte regionen Polen og var en del af Gdańsk Pommern. Efter  Bolesław 3. Wrymouths deling af Polen, faldt Gniew til kastellanet af Starogard Gdański. Landet faldt senere til hertugerne af Świecie og i 1229 gav hertug Sambor og Swietopelk 2. af Pommern det til cistercienserklosteret i Oliwa. I anden halvdel af det 13. århundrede overtog Sambor Gniew fra cistercienserne og skænkede den i 1276 til Teutoniske Riddere.
Deres krav blev formelt anerkendt af Mestwin 2. af Pommern i 1282, og byen blev den teutoniske ordens første højborg på venstre flodbred af Wisła. Et slot blev bygget som et resultat af denne vigtige strategiske placering, og i 1297 gav de teutoniske riddere Gniew stadsrettigheder. I 1306 vendte byen tilbage til Polen. Byen skiftede hænder flere gange mellem 1410 og 1466. I 1440 sluttede den sig til det anti-teutoniske preussiske forbund, og efter dets anmodning blev den genindlemmet i Polen af kong Kasimir 4. Jagiellon i 1454, som blev bekræftet i Anden Fred i Toruń i 1466.